# Wilhelm von Zweybrücken

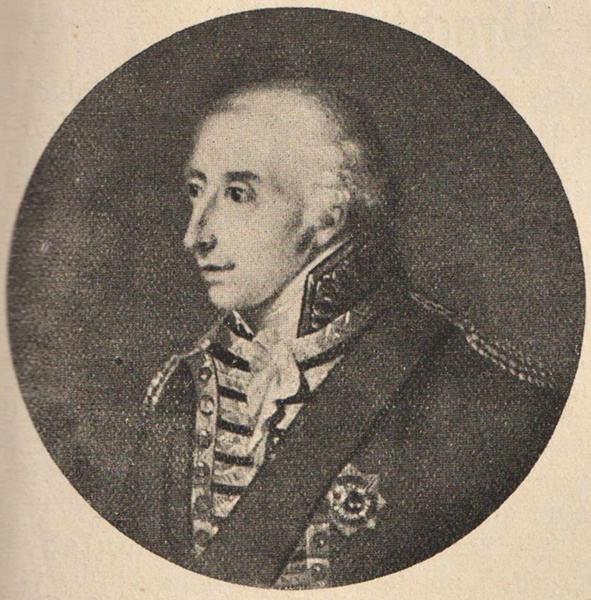
Wilhelm Freiherr von Zweybrücken

Wilhelm von Zweybrücken (* 18. Juni 1754 in Zweibrücken; † 21. Juli 1807 in München) war ein aus dem Haus Wittelsbach abstammender Freiherr sowie französischer und später bayerischer Offizier.

## Leben

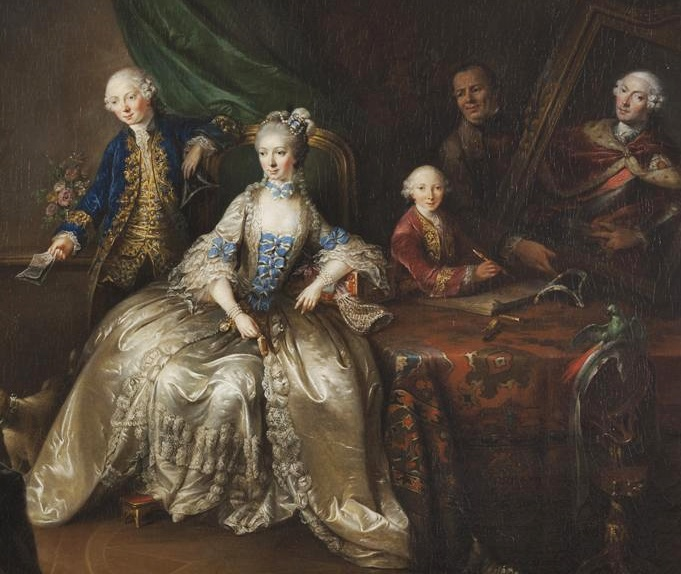
Gemälde von Johann Christian von Mannlich (1764): Maria Anna Gräfin von Forbach (1734–1807) mit ihren beiden Söhnen Christian von Zweybrücken (links) und Wilhelm von Zweybrücken (rechts); ganz rechts auf Bild im Rahmen, der Kindsvater, Herzog Christian IV. von Pfalz-Zweibrücken

Wilhelm erhielt den Vornamen Philipp, nannte sich aber später ausschließlich Wilhelm von Forbach bzw. ab 1775 Wilhelm von Zweybrücken. 
Seine Eltern waren der Wittelsbacher Herzog Christian IV. von Pfalz-Zweibrücken und dessen morganatische Ehefrau, die ehemalige Tänzerin Maria Anna Camasse, später Gräfin von Forbach. Gemäß einer am 30. März 1775 ausgestellten Verfügung des Vaters erhielten die Kinder den Adelsnamen von Zweybrücken. Wilhelm hatte noch fünf Geschwister, darunter der ältere Bruder Christian von Zweybrücken (1752–1817). 1782 erhob ihn der König von Frankreich zum Vicomte seines Landes; Pfalzgraf Karl II. August verlieh ihm am 31. Januar 1792 den Freiherrentitel. 
Wilhelm trat als Offizier in das 1757 von seinem Vater gegründete, französische Fremdenregiment „Royal Deux-Ponts“ (Königliches Zweibrücken) ein, in dem auch sein Bruder Christian diente. Im Hilfskorps des Generals Rochambeau kämpften beide 1781 mit ihrem Regiment auf Seiten der USA, im Amerikanischen Unabhängigkeitskrieg; insbesondere in der Schlacht von Yorktown. Wilhelm von Zweybrücken wurde in diesem Zusammenhang Inhaber des Cincinnati Ordens.
Nach Ausbruch der Französischen Revolution trat der Freiherr in bayerische Dienste über, wo er zuletzt Generalsrang besaß und Generalkapitän der Hartschier-Leibgarde war.  Er starb 1807 in München und wurde unter den Arkaden des alten Südfriedhofs beigesetzt.

## Heirat und Familie
Wilhelm von Zweybrücken heiratete 1780 Martine-Adelaide de Polastron (1760–1795), Halbschwester der Hofdame Yolande Martine Gabrielle de Polastron, duchesse de Polignac, und Tante ihres Sohnes, des französischen Premierministers Jules de Polignac.
Das Paar hatte vier Kinder:
- Christian von Zweybrücken (1782–1859), bayerischer General der Kavallerie, Generalkapitän der Hartschiere. Mit ihm starb das Geschlecht im Mannesstamm aus.
- Karl August von Zweybrücken (1784–1812), bayerischer Kavallerieoffizier, tödlich verwundet in der Schlacht bei Borodino
- Maria Anna von Zweybrücken (1785–1857) ⚭ Anton von Cetto (1756–1847)
- Henriette von Zweybrücken (1790–1831) ⚭ Graf Joseph Marie de Virieu-Beauvoir († 1825)[5]